# هاريسون روتشز
هاريسون دويث روتشز (بالإنجليزية: Harrison Dwith Róchez)‏ (مواليد 29 نوفمبر 1983 في بليز) لاعب كرة قدم بليزي دولي يجيد اللعب في خط الوسط . يلعب حاليا لصالح نادي بلاتينزي الهندوراسي منذ 2009 .

## روابط خارجية
- هاريسون روتشز على موقع الاتحاد الدولي (مؤرشف)  (الإنجليزية)
- هاريسون روتشز على موقع قاعدة بيانات كرة القدم.إي يو (الإنجليزية)
- هاريسون روتشز على موقع ناشيونال فوتبول تيمز (الإنجليزية)